# Championnat de Djibouti de football 2017-2018
Navigation
Edition précédente Edition suivante
La saison 2017-2018 du Championnat de Djibouti de football est la 28e édition du championnat de première division nationale. Les dix clubs engagés sont regroupés au sein d'une poule unique où ils s'affrontent à deux reprises au cours de la saison. À l'issue du championnat, les deux derniers du classement final sont relégués et remplacés par les deux meilleurs clubs de Division 2.
C'est l'AS Ali Sabieh qui remporte à nouveau la compétition cette saison après avoir terminé en tête du classement final, ne devançant le club de la Garde Républicaine qu'à la faveur d'une meilleure différence de buts particulière. Il s'agit du septième titre de champion de Djibouti de l'histoire du club, le sixième consécutif.

## Participants
- AS Ali Sabieh
- AS Port
- AS Arta/Solar7
- Garde Républicaine FC
- Arhiba Football Club
- AS Kartileh 2 - Promu de Division 2
- Université de Djibouti FC
- AS Gendarmerie Nationale
- AS Tadjourah - Promu de Division 2
- Dikhil Football Club

## Compétition

### Classement
Le classement est établi sur le barème de points classique (victoire à 3 points, match nul à 1, défaite à 0). Pour départager les égalités, on tient d'abord compte de la différence de buts générale, puis du nombre de buts marqués, puis des confrontations directes.
| Rang | Équipe                    | Pts | J  | G  | N | P  | Bp | Bc | Diff |
| ---- | ------------------------- | --- | -- | -- | - | -- | -- | -- | ---- |
| 1    | AS Ali SabiehT C          | 43  | 18 | 14 | 1 | 3  | 36 | 16 | +20  |
| 2    | Garde Républicaine FC     | 43  | 18 | 13 | 4 | 1  | 59 | 20 | +39  |
| 3    | AS Port                   | 39  | 18 | 12 | 3 | 3  | 51 | 25 | +26  |
| 4    | AS Gendarmerie Nationale  | 30  | 18 | 8  | 6 | 4  | 33 | 16 | +17  |
| 5    | Université de Djibouti FC | 30  | 18 | 9  | 3 | 6  | 36 | 16 | +20  |
| 6    | Dikhil Football Club      | 20  | 18 | 5  | 5 | 8  | 27 | 27 | 0    |
| 7    | AS Kartileh 2P            | 19  | 18 | 6  | 1 | 11 | 18 | 30 | -12  |
| 8    | AS Arta/Solar7            | 18  | 18 | 5  | 3 | 10 | 22 | 31 | -9   |
| 9    | AS TadjourahP             | 7   | 18 | 1  | 4 | 13 | 21 | 77 | -56  |
| 10   | Arhiba Football Club      | 5   | 18 | 1  | 2 | 15 | 18 | 63 | -45  |

|  | Qualification pour la Ligue des champions de la CAF 2018-2019                     |
|  | Qualification pour la Coupe de la confédération 2018-2019                         |
|  | Qualification pour la Coupe Kagame inter-club 2018                                |
|  | Relégation en Division 2                                                          |
|  | T : Tenant du titre C : Vainqueur de la Coupe de Djibouti P : Promu de Division 2 |

## Bilan de la saison
| Championnat de Djibouti de football 2017-2018 |                          |
| Champion                                      | AS Ali Sabieh (7e titre) |
| Coupes et trophées                            |                          |
| Vainqueur de la Coupe de Djibouti 2017-2018   | AS Ali Sabieh            |
| Qualifications continentales                  |                          |
| Ligue des champions de la CAF 2018-2019       | AS Ali Sabieh            |
| Coupe de la confédération 2018-2019           | AS Arta/Solar7           |
| Coupe Kagame inter-club 2018                  | AS Port                  |
| Promotions et relégations                     |                          |
| Promus en Division 1                          | ACS Hayableh             |
| Promus en Division 1                          | AS Jeunes Jago           |
| Relégués en Division 2                        | AS Tadjourah             |
| Relégués en Division 2                        | Arhiba Football Club     |